# Cardiosyne
Cardiosyne is een geslacht van kevers uit de familie  
kniptorren (Elateridae).
Het geslacht is voor het eerst wetenschappelijk beschreven in 2006 door Martins Neto & Gallego in Martins-Neto, Gallego & Mancuso.

## Soorten
Het geslacht omvat de volgende soorten:
- Cardiosyne elegans Martins Neto & Gallego in Martins-Neto, Gallego & Mancuso, 2006
- Cardiosyne obesa Martins Neto & Gallego in Martins-Neto, Gallego & Mancuso, 2006